# Hyperioides sibaginis
Hyperioides sibaginis är en kräftdjursart som först beskrevs av Stebbing 1888.  Hyperioides sibaginis ingår i släktet Hyperioides och familjen Lestrigonidae. Inga underarter finns listade i Catalogue of Life.